# Rimularia furvella
Rimularia furvella är en lavart som först beskrevs av Nyl. ex Mudd, och fick sitt nu gällande namn av Hertel & Rambold. Rimularia furvella ingår i släktet Rimularia och familjen Trapeliaceae.  Arten är reproducerande i Sverige. Inga underarter finns listade i Catalogue of Life.